# Менье, Луи Шарль Грегуар
Луи Шарль Грегуар Менье (фр. Louis Charles Grégoire Maignet; 1768—1848) — французский военный деятель, полевой маршал (1821 год), шевалье (1810 год), участник революционных и наполеоновских войн.

## Биография
Родился в семье торговца холстами. Начал службу 23 сентября 1791 года лейтенантом в 1-м батальоне волонтёров Сарты. 7 июля 1792 года был избран капитаном. Служил в Северной армии в 1792 году и был ранен саблей в правую ногу в битве при Вальми 20 сентября 1792 года. 2 апреля 1793 года в звании младшего лейтенанта зачислен в 1-й гусарский полк. Служил в армиях Альп и Восточных Пиренеев в 1793-95 годах.
21 марта 1795 года стал офицером для поручений у генерала Рено. С 7 октября 1795 года выполнял функции адъютанта генерала Руайе. 3 апреля 1796 года – лейтенант. 5 октября 1797 года – капитан. С 1796 по 1797 год служил в Рейнской армии в качестве адъютанта Гидаля.
27 мая 1798 года назначен капитан-инструктором школы верховой езды в Версале. 18 октября 1798 года стал адъютантом генерала Журдана. 15 февраля 1799 года – командир эскадрона, сражался в рядах Майнцской и Дунайской армий с 1798 по 1799 годы.
2 мая 1799 года возглавил эскадрон в 5-м гусарском полку. Отличился 26 августа 1799 года во время разведки недалеко от Кастельберга, где с 25 гусарами атаковал и обратил в бегство отряд неприятеля, однако сам был тяжело ранен, получив несколько сабельных ран, в том числе в левое плечо и левую руку.
Принимал участие в Австрийской кампании 1805 года в составе Великой Армии, сражался при Ульме и Аустерлице. В ходе Прусской кампании 1806 года был ранен сабельным ударом в левую руку 12 октября. 21 ноября 1806 года ему было присвоено звание майора. 8 декабря 1806 года назначен заместителем командира 9-го гусарского полка.
21 сентября 1809 года произведён в полковники в возрасте 41 года и после 18 лет службы, и назначен командиром 9-го гусарского полка. После реорганизации полка 15 января 1812 года остался в должности. Участвовал в Русской кампании 1812 года и Саксонской кампании 1813 года в рядах Великой Армии, но 28 сентября 1813 года был отстранён от командования и получил разрешение вернуться домой из-за проблем со здоровьем.
24 марта 1814 года назначен командующим департамента Шаранта. С 12 января 1815 года без служебного назначения. 1 августа 1821 года отправлен в отставку. 26 сентября 1821 года получил почётное звание полевого маршала.
Умер 23 апреля 1848 года в Алансоне на местном рынке картин, в тот момент, когда бросал свой бюллетень в урну для голосования; похоронен на кладбище Нотр-Дам.

## Титулы
- Шевалье Менье и Империи (фр. chevalier Maignet et de l'Empire; декрет от 15 августа 1809 года, патент подтверждён 27 сентября 1810 года)[1].

## Награды
Легионер ордена Почётного легиона (14 июня 1804 года)
 Офицер ордена Почётного легиона (17 января 1815 года)
 Кавалер военного ордена Святого Людовика (11 октября 1814 года)